# Introdução aos vírus
Os vírus são seres muito simples e pequenos (medem menos de 0,2 µm), formados basicamente por uma cápsula proteica envolvendo o material genético, que, dependendo do tipo de vírus, pode ser o DNA, RNA ou os dois juntos (citomegalovírus).
A palavra vírus vem do Latim vírus que significa fluído venenoso ou toxina. Atualmente é utilizada para descrever os vírus biológicos, além de designar, metaforicamente, qualquer coisa que se reproduza de forma parasitária, como ideias. O termo vírus de computador nasceu por analogia.
Das 1.739.600 espécies de seres vivos conhecidos, os vírus representam 3.600 espécies.
O termo vírus geralmente refere-se às partículas que infectam eucariontes (organismos cujas células têm carioteca), enquanto o termo bacteriófago ou fago é utilizado para descrever aqueles que infectam procariontes (domínios bacteria e archaea). A palavra vírion ou víron é usada para se referir a uma única partícula viral que estiver fora da célula hospedeira. 
Os vírus são seres muito simples e pequenos (medem menos de 0,2 µm), formados basicamente por uma cápsula proteica envolvendo uma pequena quantidade de ácido nucleico (seja DNA ou RNA, ou os dois), dependendo do tipo de vírus, que pode ser o DNA, RNA ou os dois juntos (citomegalovírus). 
A cápsula protéica dos vírus, também chamada de capsídeo, desempenha um papel importante na interação entre vírus e células, desencadeando uma infecção. As proteínas que compõe o capsídeo são específicas para cada tipo de vírus. Vírus são parasitas obrigatórios do interior celular e isso significa que eles somente se reproduzem pela invasão e possessão do controle da maquinaria de auto-reprodução celular. 
O capsídeo mais o ácido nucleico que ele envolve são denominados nucleocapsídeo. Alguns vírus são formados apenas pelo núcleo capsídeo, outros no entanto, possuem um envoltório ou envelope externo ao nucleocapsídeo. Esses vírus são denominados vírus encapsulados ou envelopados.
O envelope consiste principalmente em duas camadas de lipídios derivadas da membrana plasmática da célula hospedeira e em moléculas de proteínas virais, específicas para cada tipo de vírus, imersas nas camadas de lipídios.
São as moléculas de proteínas virais que determinam qual tipo de célula o vírus irá infectar. Geralmente, o grupo de células que um tipo de vírus infecta é bastante restrito. Existem vírus que infectam apenas bactérias, denominadas bacteriófagos, os que infectam apenas fungos, denominados micófagos; os que infectam as plantas e os que infectam os animais, denominados, respectivamente, vírus de plantas e vírus de animais.
Infecções virais geralmente causam doenças em humanos e animais, entretanto elas são eliminadas usualmente pelo sistema imune, conferindo imunidade de tempo de vida ao hospedeiro daquele vírus. Antibióticos não têm efeitos em vírus, mas drogas antivirais têm sido desenvolvidas para tratar infecções potencialmente fatais. Vacinas que oferecem imunidade permanente podem prevenir algumas infecções virais.

## Descoberta

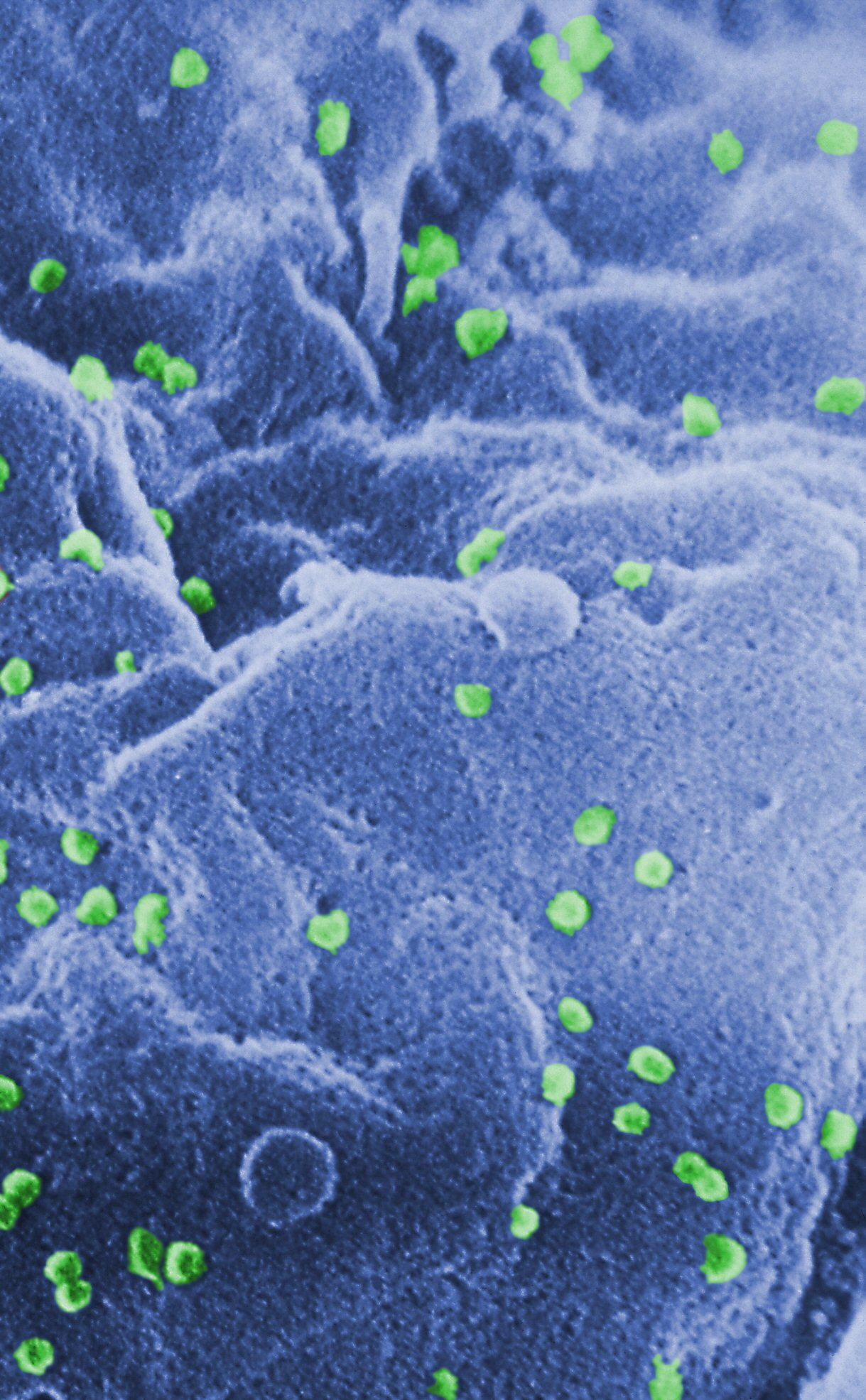
Micrografia eletrônica de varredura de vírus HIV-1, em verde, brotando de um linfócito

Em 1884, o microbiólogo francês Charles Chamberland inventou um filtro, (conhecido hoje como o filtro Chamberland ou filtro Chamberland-Pasteur), que tem poros menores que bactérias. Assim, ele pôde passar uma solução contendo bactérias através do filtro e as remover completamente da solução. O biólogo russo Dmitri Ivanovski usava este filtro para estudar o que é agora conhecido ser o vírus do mosaico do tabaco. Seus experimentos mostraram que os extratos de folhas esmagadas de tabaco infectado continuam infecciosos após a filtração.
Ao mesmo tempo vários outros cientistas provaram que, embora estes agentes (mais tardes chamados de vírus) eram diferentes de bactérias, eles podiam ainda causar doença, e eles eram cerca de cem vezes menores que bactérias. Em 1899 o microbiólogo neerlandês Martinus Beijerinck observou que o agente se multiplicava apenas em células se dividindo. Tendo falhado em demonstrar sua natureza particulada ele o chamou de um "contagium vivum fluidum", que significa "germe vivo fluido". No começo do século XX, o bacteriologista inglês Frederick Twort descobriu vírus que infectam bactérias, e o microbiólogo franco-canadense Félix d'Herelle descreveu vírus que, quando acrescentados a bactérias crescendo sobre ágar, levariam à formação de áreas inteiras de bactérias mortas. Contar estas áreas mortas lhe permitiu calcular o número de vírus na suspensão.
Com a invenção do microscópio eletrônico em 1931 pelos engenheiros alemães Ernst Ruska e Max Knoll vieram as primeiras imagens de vírus. Em 1935 o bioquímico americano e virologista Wendell Meredith Stanley examinou o vírus do mosaico do tabaco e achou que fosse feito na maior parte por proteína. Um curto tempo depois, este vírus foi separado em partes de proteína e RNA. Um problema para os cientistas de antes era que eles não sabiam como fazer vírus crescerem sem usar animais vivos. A importante descoberta veio em 1931, quando o patologista americano Ernest William Goodpasture fez crescer influenza e vários outros vírus em ovos fertilizados de galinha. Alguns vírus não podiam crescer em ovos de galinha, mas este problema foi resolvido em 1949 quando John Franklin Enders, Thomas Huckle Weller e Frederick Chapman Robbins fizeram o poliovírus crescer em culturas de células animais viventes. Mais de 2 000 espécies de vírus foram descobertas.

## Origens
Vírus são encontrados onde quer que haja vida, e têm provavelmente existido desde que células vivas evoluíram primeiramente. A origem dos vírus é obscura porque eles não formam fósseis, então técnicas moleculares têm sido os meios mais úteis de hipotetizar como eles surgiram. No entanto, estas técnicas fiam-se na disponibilidade de DNA ou RNA viral antigo mas a maior parte dos vírus que foi preservada e armazenada em laboratórios têm menos de 90 anos de idade. Métodos moleculares têm sido apenas bem-sucedidos em traçar a ancestralidade de vírus que evoluíram no século XX.
Há três teorias principais sobre as origens dos vírus:
Teoria regressivaOs vírus podem ter sido uma vez pequenas células que parasitavam células maiores. Com o tempo, genes não necessitados pelo seu parasitismo foram perdidos. As bactérias rickettsia e chlamydia são células viventes que, feito os vírus, podem se reproduzir apenas dentro de células hospedeiras. Elas emprestam credibilidade a esta teoria, uma vez que sua dependência do parasitismo é provável que tenha causado a perda dos genes que lhes permitiram sobreviver fora de uma célula hospedeira.
Teoria da origem celularAlguns vírus podem ter evoluído de pedaços de DNA ou RNA que "escaparam" dos genes de um organismo maior. O DNA que escapou pode ter vindo de plasmídeos—peças de DNA que podem se mover entre células — enquanto que outros podem ter evoluído de bactérias.
Teoria da coevoluçãoOs vírus podem ter evoluído de moléculas complexas de proteína e DNA ao mesmo tempo que células primeiramente apareceram na Terra e teriam sido dependentes da vida celular por muitos milhões de anos.

## Estrutura
Uma partícula viral, conhecida como um vírion, consiste de genes feitos de DNA ou RNA os quais são recobertos por uma película protetiva de proteína chamada de um capsídeo. O capsídeo é feito de muitas moléculas de proteína menores, idênticas que são chamadas de capsômeros. O arranjo dos capsômeros pode ser icosaédrico (com 20 lados), helicoidal ou mais complexo. Há uma casca interna em torno do DNA ou RNA chamado de nucleocapsídeo, o qual é formado por proteínas. Alguns vírus são recobertos por uma bolha de lipídio (gordura) chamada de envelope viral.

### Tamanho
Vírus estão entre os menores agentes infecciosos, e a maioria deles pode ser vista apenas através de microscopia eletrônica. A maioria dos vírus não pode ser vista através de microscópios de luz (em outras palavras, eles são submicroscópicos); seus tamanhos vão de 20 a 300 nm. Eles são tão diminutos que levaria de 30 000 a 750 000 deles, lado a lado, para medir um centímetro.

### Genes
Genes são feitos de DNA (ácido desoxiribonucleico) e, em muitos vírus, RNA (ácido ribonucleico). As informações biológicas contidas em um organismo estão codificadas em seu DNA ou RNA.
Vírus se reproduzem rapidamente porque têm apenas uns poucos genes comparados a humanos, os quais têm 20 000–25 000. Por exemplo, o vírus da gripe tem apenas oito genes e o rotavírus tem onze. Estes genes codificam proteínas estruturais que formam a partícula viral, ou proteínas não-estruturais, que são apenas encontradas em células infectadas pelo vírus.
Todas as células, e muitos vírus, produzem proteínas que são enzimas chamadas de DNA polimerase e RNA polimerase, as quais fazem novas cópias de DNA e RNA. Enzimas de polimerase de um vírus são geralmente muito mais eficientes em fazer DNA e RNA que a célula hospedeira é. Entretanto, as enzimas RNA polimerases frequentemente se enganam, e esta é uma das razões por que vírus RNA frequentemente sofrem mutações para formar novas cepas.
Em algumas espécies de vírus de RNA, os genes não estão em uma molécula contínua de RNA, e sim separados. O vírus da gripe, por exemplo, tem oito genes separados feitos de RNA. Quando duas cepas diferentes de vírus da gripe infectam a mesma célula, estas moléculas podem se misturar e produzir novas cepas do vírus em um processo chamado de rearranjo.

### Síntese de proteína

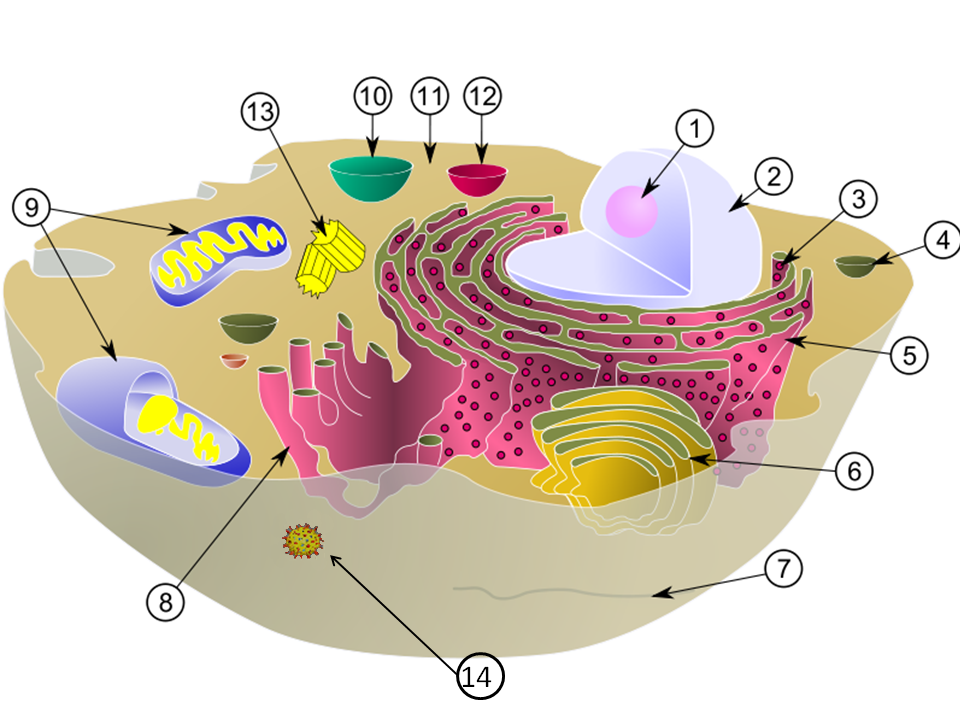
Diagrama de uma célula eucariótica típica, mostrando componentes subcelulares. Organelas: (1) nucléolo (2) núcleo (3) ribossomo (4) visícula (5) retículo endoplasmático (ER) (6) complexo de Golgi (7) citoesqueleto (8) ER liso (9) mitocôndria (10) vacúolo (11) citoplasma (12) lisossomo (13) centríolos dentro do centrossomo (14) vírus em escala aproximada.

Proteínas são essenciais à vida. As células produzem novas moléculas de proteínas a partir dos aminoácidos, que são seus blocos de construção, baseadas em informações codificadas no DNA. Cada tipo de proteína é um especialista que desempenha apenas uma função, então se uma célula precisa fazer algo novo, ela deve fazer proteínas novas. Vírus forçam a célula a fazer novas proteínas das quais ela não precisa, mas que são necessárias `a reprodução do vírus. Asíntese protéica basicamente consiste de dois passos maiores: transcrição (genética) e tradução (biologia).
Transcrição é o processo em que a informação, na forma de DNA, é usada para produzir cópias de RNA chamadas de RNA mensageiros (mRNA). Essas cópias migram através da célula para serem decodificadas pelos ribossomos, onde são usadas para fazer proteínas. Isto é chamado de tradução porque a sequência de aminoácidos é determinada pela sequência do RNA mensageiro. Dessa forma, a informação contida nos ácidos nucléicos é traduzida para a linguagem dos aminoácidos.
Alguns genes de vírus de RNA funcionam diretamente como RNA mensageiros. Por esta razão, estes vírus são chamados de vírus de RNA de sentido positivo. Em outros vírus de RNA, o RNA é uma cópia complementar de mRNA e estes vírus se fiam nas enzimas da célula ou em suas próprias enzimas para fazer mRNA. Estes são chamados de vírus de RNA de sentido negativo. Em vírus feitos de DNA, o método de produção de mRNA é similar àquele da célula. As espécies de vírus chamadas de retrovírus se comportam de modo completamente diferente: eles têm RNA, mas dentro da célula hospedeira uma cópia de DNA de seu RNA é feita. Este DNA é então incorporado ao do hospedeiro, e copiado para mRNA pelas vias normais da célula.

## Ciclo de vida

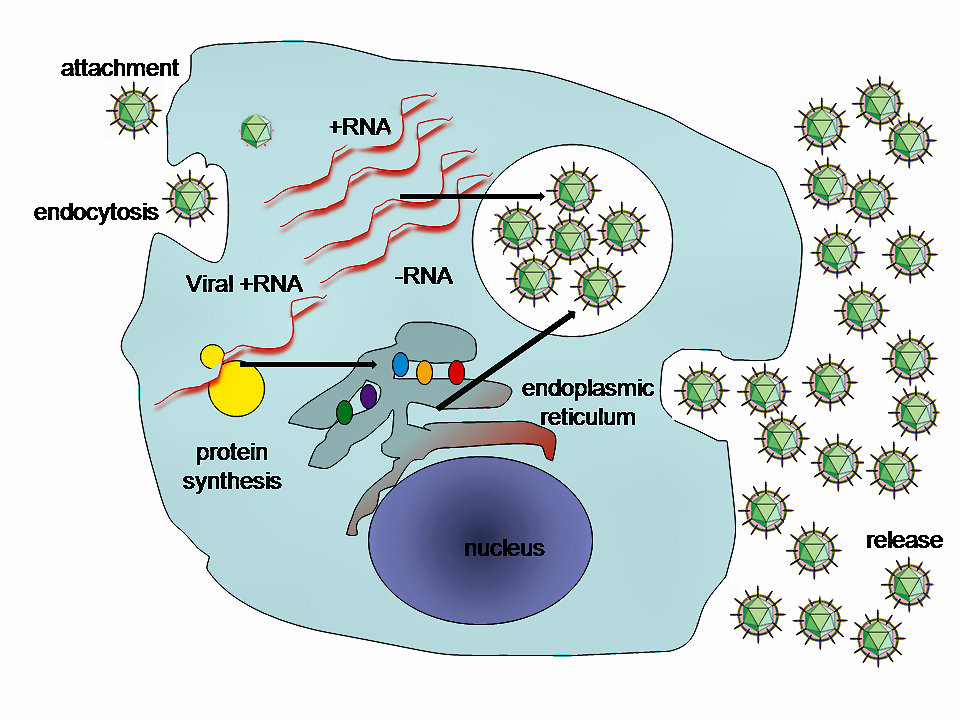
Life-cycle of a typical virus, following infection of a cell by a single virus, hundreds of offspring are released

Quando um vírus infecta uma célula, ele a força a fazer milhares de outros vírus. Ele faz isso forçando a célula a copiar o DNA ou RNA do vírus, sintetizando proteínas virais, as quais se agrupam compondo novas partículas virais.
Há seis estágios básicos no ciclo de vida dos vírus em células viventes:
- Ligação é o processo de ligação do vírus a moléculas específicas na superfície celular. Essa especificidade restringe o vírus a uma variedade limitada de células. Por exemplo, o vírus da imunodeficiência humana (HIV) infecta apenas células T humanas, porque sua proteína superficial, gp120, reage apenas com CD4 e outras moléculas na superfície das células T. Por isso, normalmente vírus de plantas podem se ligar apenas às células de plantas e não podem infectar célula animais. Este mecanismo evoluiu favorecendo apenas aqueles vírus que infectam células nas quais eles são capazes de se reproduzir.
- Penetração segue a ligação; os vírus penetram a célula hospedeira por endocitose ou por fusão com a célula.
- Desencapsulamento acontece dentro da célula quando o capsídeo viral é removido e destruído por enzimas virais ou enzimas do hospedeiro, consequentemente expondo o ácido nucleico viral.
- Replicação de partículas virais é o estágio em que uma célula usa o RNA mensageiro viral em seus sistemas de síntese protéica para produzir proteínas virais. As habilidades celulares de produzir DNA e RNA produzem o DNA e o RNA virais.
- Montagem toma lugar na célula quando as proteínas virais recém sintetizadas e os ácidos nucléicos combinam-se para formar novas partículas virais.
- Lançamento ocorre quando os novos vírus escapam ou são liberados pela célula. A maioria dos vírus realizam isto fazendo as células estourarem, um processo chamado de lise. Outros vírus tais como HIV são liberados mais gentilmente por um processo chamado de brotamento.

## Efeitos na célula hospedeira
A variedade de efeitos estruturais e bioquímicos que os vírus produzem na célula hospedeira é extensa. Eles são chamados de efeitos citopáticos. As infecções por vírus eventualmente resultam na morte da célula hospedeira. As causas da morte incluem lise celular, alterações à membrana superficial da célula e apoptose ("suicídio" celular). Geralmente a morte da célula é causada pela cessação de sua atividade normal devido às proteínas produzidas pelo vírus, sendo que nem todas são componentes da partícula viral.
Alguns vírus não causam mudanças aparentes à célula infectada. Células nas quais o vírus é latente e inativo mostram poucos sinais de infecção e geralmente funcionam normalmente. Isso pode causar infecções persistentes, quando os vírus podem ficar dormentes por meses ou anos, como ocorre no caso da herpes.
Alguns vírus, tais como Epstein-Barr frequentemente fazem com que as células proliferem sem provocar malignidade. Mas outros vírus, tais como o vírus do papiloma humano (HPV) são conhecidos por provocar câncer.
Quando o DNA celular é danificado por um vírus e se a célula não pode repará-lo, normalmente há o desencadeamento da apoptose.
Um dos resultados da apoptose é a destruição, pela própria célula, do DNA danificado. Alguns vírus têm mecanismos para limitar a apoptose de forma que a célula hospedeira não morra antes da produção das novas cópias virais. O HIV, por exemplo, faz isso.

## Papel na ecologia
Vírus são a mais abundante entidade biológica em ambientes aquáticos—há cerca de um milhão deles em uma colher de chá de água do mar —e eles são essenciais para a regulação dos ecossistemas de água salgada e de água doce. A maioria destes vírus são bacteriófagos, que são inofensivos para plantas e animais. Eles infectam e destroem as bactérias em comunidades microbianas aquáticas e este é o mais importante mecanismo de reciclar carbono no ambiente marinho. As moléculas orgânicas liberadas das células bacterianas pelos vírus estimulam crescimento bacteriano e de algas.
Micro-organismos constituem mais de 90% da biomassa do mar. É estimado que vírus matam aproximadamente 20% desta biomassa todo dia e que há quinze vezes mais vírus nos oceanos do que bactérias e archaea. Vírus são os principais responsáveis pela rápida destruição de eflorescências algais prejudiciais, que frequentemente matam outras formas de vida marinha.
O número de vírus nos oceanos é reduzido em alto-mar e nas regiões mais profundas, onde há menos organismos hospedeiros.
Seus efeitos são de longo alcance; ao aumentar o nível respiratório nos oceanos, vírus são responsáveis indiretamente por reduzir a quantidade de dióxido de carbono na atmosfera em aproximadamente 3 gigatoneladas de carbono por ano.
Mamíferos marinhos também são suscetíveis a infecções virais. Em 1988 e 2002 milhares de focas foram mortas na Europa pelo vírus phocine distemper. Muitos outros vírus, incluindo calicivírus, herpesvírus, adenovírus e parvovírus, circulam em populações mamíferas marinhas.